# 美谷本村
美谷本村（みやもとむら）は、埼玉県北足立郡に存在した村。
太平洋戦争中の1943年（昭和18年）4月1日、南東隣の笹目村と合併して美笹村となり、消滅。

## 地理
- 埼玉県中央（北足立）地域の南部にある。
- 西側を、荒川が北から南に流れるが、旧河道が村の境界となっていたため、対岸の内間木村が張りだしてきていた（重瀬地区）。
- 全域が低地となっている。
- 2005年（平成17年現在）における戸田市の西部北側、すなわち美女木、美女木東、美女木北、笹目北町、及び重瀬を除く荒川堤外地域、並びにさいたま市南区の西部（西浦和地区）、すなわち内谷、曲本、松本、大字堤外がほぼ旧村域にあたる。
- 上記の範囲の2006年1月1日現在の人口は、35,483人である（「埼玉県町（丁）字別人口調査」による）。

## 歴史
- 1889年（明治22年）4月1日 - 町村制施行に平行して美女木、内谷、曲本、松本新田の三箇村一新田が合併し、美谷本村が成立。「美谷本」の村名は美女木の「美」、内谷の「谷」、曲本・松本新田の「本」を合わせて作られた合成地名である。
- 1943年（昭和18年）4月1日 - 笹目村との合併によって美笹村が成立し、美谷本村は消滅。

消滅以降の歴史については、美笹村、戸田市の項を参照のこと。